# هماي نامه
هماي نامه (الفارسية: همای‌نامه) هي قصيدة ملحمية باللغة الفارسية تحكي قصة هماي ابنة كاي بهمن. تحتوي الشاهنامه على نسخة أقصر من هذه الملحمة. أُلف كتاب هماي نامه في القرن السادس الهجري من مؤلف غير معروف، ويحتوي على 4332 بيتًا شعريًا وعدد قليل جدًا من الكلمات العربية المستعارة.